# دندنونگ، ویکتوریا
دندنونگ (به انگلیسی: Dandenong) یک منطقهٔ مسکونی در استرالیا است که در City of Greater Dandenong واقع شده‌است.